# KW Wilhelmshaven W 10
Die KW Wilhelmshaven W 10 war ein deutsches Militärflugzeug des Ersten Weltkriegs. Gelegentlich wird sie auch nach der an den ersten Prototyp vergebenen Marinenummer als Nr. 461 bezeichnet. Nach der Flugzeug-Gruppeneinteilung der Kaiserlichen Marine gehörte sie zur Gattung des unbewaffneten, zweisitzigen Schwimmerflugzeugs (B-Typ). Von der W 10 wurden nur zwei Stück gebaut.

## Entwicklung
Die Kaiserliche Werft Wilhelmshaven befasste sich im Bereich der Marinefliegerei hauptsächlich mit der Wartung und Instandsetzung von Seeflugzeugen, entwickelte jedoch auch vier eigene Typen, von denen eine kleine Anzahl gebaut wurde.
Der Auftrag zur Entwicklung der  W 10 wurde vom Reichsmarineamt am 26. Februar 1915 erteilt. Sie wurde als zweistieliger Doppeldecker mit gepfeilten Tragflächen unterschiedlicher Spannweite entworfen. Das Schwimmwerk bildeten zwei parallel angeordnete, einstufige Schwimmer mit 5,82 m Länge, 0,85 m Breite und 1770 l Inhalt. Es wurden zwei Flugzeuge produziert, von denen das Erste mit der Marinenummer 461 im Oktober 1916 zur Auslieferung kam. Der Bau des Zweiten mit der Nummer 462 fand im September 1917 statt; die Übergabe an das Seeflugzeug-Versuchskommando Warnemünde geschah am 8. November des Jahres. Die Erprobung, bei der möglicherweise Änderungen am Seitenleitwerk durchgeführt wurden, konnte am 22. November mit der Abnahme beendet werden. Dabei wurde auch eine Eignung zum Bombenflugzeug untersucht.

## Technische Daten
| Kenngröße             | Daten (MN 462)                                                                                      |
| --------------------- | --------------------------------------------------------------------------------------------------- |
| Besatzung             | 2                                                                                                   |
| Spannweite            | 14,90 (oben) 12,70 m (unten)                                                                        |
| Länge                 | 9,50 m (gesamt) 7,30 m (Rumpf)                                                                      |
| Höhe                  | 3,90 m                                                                                              |
| Flügelfläche          | 52,00 m²                                                                                            |
| Flächenbelastung      | 30,50 kg/m²                                                                                         |
| Leistungsbelastung    | 10,16 kg/PS                                                                                         |
| Leermasse             | 1016 kg                                                                                             |
| Zuladung              | 569 kg                                                                                              |
| Startmasse            | 1585 kg                                                                                             |
| Antrieb               | wassergekühlter Sechszylinder-Reihenmotor mit starrer Zweiblatt-Holzluftschraube Garuda (ø 3,005 m) |
| Typ, Nennleistung     | Benz Bz III, 150 PS (110 kW) bei 1420/min                                                           |
| Kraftstoffvorrat      | 265 l (191 kg)                                                                                      |
| Höchstgeschwindigkeit | 143 km/h                                                                                            |
| Steigzeit             | 7,8 min auf 800 m Höhe 10,7 min auf 1000 m Höhe 18,0 min auf 1500 m Höhe 26,8 min auf 2000 m Höhe   |
| Flugdauer             | 5,5 h                                                                                               |